# Ethnikos Achna
Ethnikos Achna (greacă Εθνικός Άχνας) este un club de fotbal cipriot cu sediul în Achna.Echipa susține meciurile de acasă pe Stadionul Dasaki cu o capacitate de 7.000 de locuri.

## Lotul actual
| Nr. |                   | Poziție | Jucător                      |
| --- | ----------------- | ------- | ---------------------------- |
| 1   | Macedonia de Nord | P       | Edin Nuredinoski             |
| 2   | Portugalia        | F       | Luís Torres                  |
| 3   | Serbia            | F       | Ivica Milutinović            |
| 4   | Maroc             | M       | Abdelkarim Kissi             |
| 5   | Macedonia de Nord | F       | Vanče Šikov                  |
| 6   | Cipru             | M       | Christos Kotsonis            |
| 7   | Cipru             | M       | Elias Vattis                 |
| 8   | Germania          | M       | Lars Schlichting             |
| 9   | Macedonia de Nord | A       | Filip Ivanovski              |
| 10  | Cipru             | M       | Christos Poyiatzis (căpitan) |
| 11  | Elveția           | A       | Slaviša Dugić                |
| 12  | Cehia             | P       | Milan Zahálka                |
| 15  | Bulgaria          | F       | Dimitar Simov                |

| Nr. |                   | Poziție | Jucător              |
| --- | ----------------- | ------- | -------------------- |
| 14  | Serbia            | F       | Predrag Ocokoljić    |
| 16  | Cipru             | M       | Elipidoforos Elia    |
| 19  | Afganistan        | M       | Djelaludin Sharityar |
| 20  | Serbia            | M       | Ivan Petrović        |
| 21  | Brazilia          | M       | Eduardo Pincelli     |
| 22  | Cipru             | P       | Pavlos Pitsillidis   |
| 23  | Macedonia de Nord | M       | Stojan Ignatov       |
| 24  | Cipru             | A       | Panayiotis Marti     |
| 27  | Cipru             | F       | Michalis Parpa       |
| 28  | Brazilia          | A       | Gelson               |
| 29  | Georgia           | A       | Levan Kebadze        |
| 30  | Brazilia          | M       | Kássio               |
| 33  | Cipru             | M       | Petros Filaniotis    |